# حسین میرخانی
سید حسین میرخانی (۱۲۸۶–۱۳۶۱ه‍. ش) از خوشنویسان و نستعلیق‌نویسان معاصر و از بنیان‌گذاران، رئیس و استاد ارشد انجمن خوشنویسان ایران بود. او از استادان صاحب سبک در خط نستعلیق معاصر ایران به‌شمار می‌رود.
حسین میرخانی در سال ۱۲۸۶ شمسی (در ۲۵ محرم ۱۳۲۵ هجری قمری) در تهران متولد شده و از خردسالی به آموختن خط همت گمارد و از یازده سالگی به کار کتابت و خوشنویسی پرداخت. پدر او سید مرتضی برغانی بود که سبک خوشنویسی میرزا رضا کلهر را به دو فرزند خود حسین و حسن میرخانی تعلیم داد. سیدحسین میرخانی روز ۱۱ خرداد سال ۱۳۶۱ پس از چند سال نابینایی درگذشت.
در همان ابتدای تشکیل انجمن خوشنویسان در سال ۱۳۳۰ حسین میرخانی به عنوان استاد ممتاز مشغول به تدریس شد و می‌توان گفت پاگرفتن، دوام و رسمیت یافتن انجمن در آن زمان مرهون تلاش وی بوده‌است. او در فاصله سال ۱۳۳۰ تا ۱۳۵۶ یعنی حدود ۲۵ سال بدون هیچ وقفه‌ای کرسی خود را در انجمن خوشنویسان حفظ کرد و اگر روزگار سوی چشمان او را نمی‌ربود سال‌های سال بعد هم در این عرصه می‌ماند.
از سیدحسین میرخانی و برادرش سیدحسن میرخانی در نمایشگاه استادان بزرگ نستعلیق تجلیل شده‌است.

## آثار
کتاب‌های درسی بسیاری به خط حسین میرخانی به چاپ رسیده‌است. افزون بر آن کتاب‌های رهروان شب، موش و گربه عبید زاکانی، جزوه چهار فصل، دوره سه‌جلدی رسم‌المشق برای مدارس و بسیاری آثار دیگر را به خط خود آراست. آخرین کار ایشان کتاب مثنوی چاپ حاج محمدکریم‌خان کرمانی است که در مشهد در سال ۱۳۵۳ زمانی که برای تعلیم هنرجویان کلاس‌های خوشنویسی مشهد به آن شهر می‌رفت نوشت. دو قصیدهٔ معروف قرآنیه و خاتمیه اثر الهی قمشه‌ای از دیگر کارهای ایشان است.
سید حسین میرخانی به نگارش قرآن به خط نستعلیق همت گمارد که این کار در تاریخ خوشنویسی کم‌نظیر بود. سید حسین میرخانی دو قرآن به خط نستعلیق یکی در سال ۱۳۲۳ و دیگری را در سال ۱۳۲۸ نوشته‌است، کتابت قرآن دوم که در قطع بزرگتری به چاپ رسیده مدت پنج سال به طول انجامید. این قرآن به خط درشت‌تر از کتابت تحریر شده‌است. بیننده در ابتدا ممکن است تعجب کند که چرا در قرآن دوم فاصله سطور و همچنین فواصل کلمات بیش از حد معمول و متعارف در نستعلیق‌نویسی است ولی با اندکی دقت متوجه می‌شود که خوشنویس برای گذاشتن اعراب کامل ناگزیر از رعایت چنین فواصلی شده‌است. قبل از میرخانی قرآن‌هایی که به خط نستعلیق نوشته شده باشند انگشت شمارند از جمله دو قرآن به خط نستعلیق یکی به ابعاد ۵/۱۱×۱۹ سانتیمتر به‌خط محمدحسین دماوندی در تاریخ ۱۰۹۳ هجری قمری و دیگری به‌قطع وزیری به‌ابعاد ۲۶×۳۲ سانتیمتر به‌خط میرزا اسدالله شیرازی در سال ۱۲۷۰ ه‍. ق تحریر شده‌است که اکنون در موزه کاخ گلستان وجود دارد؛ هیچ‌یک از دو قرآن مزبور دارای شماره آیات و اعراب کامل نمی‌باشند. قرآن حسین میرخانی اولین قرآن نستعلیق است که به چاپ رسیده‌است.
او دربارهٔ انگیزهٔ تحریر قرآن به خط نستعلیق که تا قبل از ایشان همیشه به خط نسخ تحریر می‌گشت در ابتدای قرآنی که در سال ۱۳۲۳ طبع و انتشار یافت، چنین می‌نویسد:
«نگارنده این قرآن مجید و کلام رب حمید حسین میرخانی فرزند مرحوم مغفور آقا سید مرتضی خوشنویس معروف که آثار خطی آن مرحوم را همه کس دیده و می‌شناسد مدتی بود که در نظر داشت خط زیبای نستعلیق را که از ابداعات مختص ایرانی است با نوشتن قرآن کریم و خطاب رب عظیم زینت بخشد و دریغ بود که این افتخار نصیب این خط ظریف نگردد. لکن انجام این خیال با قلت بضاعت حقیر محال می‌نمود ولی از آنجائی که انجام آن را به یادبود پدر بزرگوارم فریضهٔ خود می‌دانستم از باطن قرآن و روح آن مرحوم همت خواستم و با تمام مشکلاتی که این کار داشت چراغ توفیق فرا راه حقیر گذاشته شد و به یمن الطاف بیکران خداوندی وسایل امر فراهم آمد و قضا را شبی در خواب دیدم که با انگشت در آسمان کلمة الرحیم نام اعظم رب کریم را نوشتند که یک سر خط مشرق و دیگری مغرب را فرا گرفته‌است.
این خواب که اشراق آسمانی است یک‌باره بر شوق و ذوقم افزوده دانستم که سعادت این کار نه به ارادهٔ بندهٔ ذلیل بلکه به عنایت رب جلیل است.
زحماتی که نویسنده در نوشتن این قرآن به خط نستعلیق تحمل نموده‌است بر صاحبان قلم و نویسندگان مشهود است و احتیاج به تذکر نیست خصوصاً اگر نقل آن را از خط نسخ به این خط در نظر گیرند غرض این است که …..»
او حسین میرخانی سال‌ها خوشنویس ارتش و هم‌ردیف سرهنگ بود. در مسابقه‌ای که به وسیلهٔ سرلشکر عزیزالله ضرغامی رئیس ستاد ارتش وقت برای نگارش فرمان ستوان دومی محمدرضا پهلوی ولایت عهد وقت برگزار شد، بنا به اشارهٔ رضا شاه او که در آن زمان عهده‌دار نوشتن فرمان‌ها در ستاد ارتش بود، برنده شد. بعدها در نمایشگاه خطی که در سال ۱۳۳۸ به وسیلهٔ وزارت فرهنگ در تالار فرهنگ تشکیل گردید نسخه‌ای از این فرمان که حسین میرخانی به حکم ذوق و علاقه در بایگانی کارهای هنری خود نگاهداری کرده بود مورد توجه محمدرضا پهلوی قرار گرفت.
سید حسین میرخانی به پاس تحریر قرآن به خط خوش و زیبای نستعلیق به دریافت نشان درجه یک هنر از محمدرضا پهلوی و همچنین از وزارت فرهنگ و دانشگاه الازهر مصر موفق شده‌است. او همچنین به دریافت نشان درجه سه خدمت موفق گردید و نشان همایون را به پاس خدمات پرارزش و بی‌شائبه‌اش به فرهنگ و هنر کشور دریافت داشته‌است.

## هنرهای دیگر
او علاوه بر خوشنویسی در زمینه موسیقی نیز استاد بود، که بدلایلی بروز نمی‌دادند. هنر ناگفته از استاد، مهارت در کمانچه نوازی بوده‌است. کمانچه را در ابتدا، نزد باقر خان رامشگر فرا گرفته و سپس در مکتب حسین خان اسماعیل‌زاده و رضا محجوبی تکمیل نمودند. وی پس از کتابت قران نواختن ساز را کنار گذاشت.